# Menetou-Râtel
Menetou-Râtel – miejscowość i gmina we Francji, w Regionie Centralnym, w departamencie Cher.
Według danych na rok 1990 gminę zamieszkiwały 483 osoby, a gęstość zaludnienia wynosiła 17 osób/km² (wśród 1842 gmin Regionu Centralnego Menetou-Râtel plasuje się na 693. miejscu pod względem liczby ludności, natomiast pod względem powierzchni na miejscu 382.).